# Chiquita Brands International

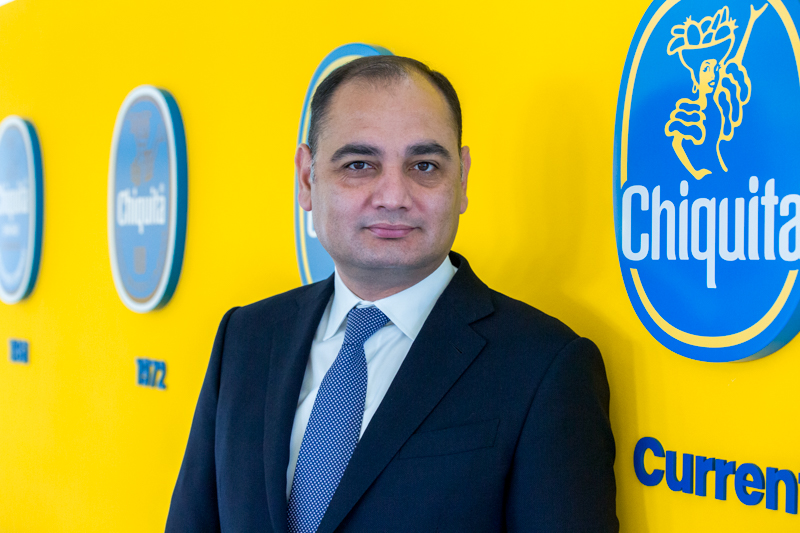
Carlos López Flores

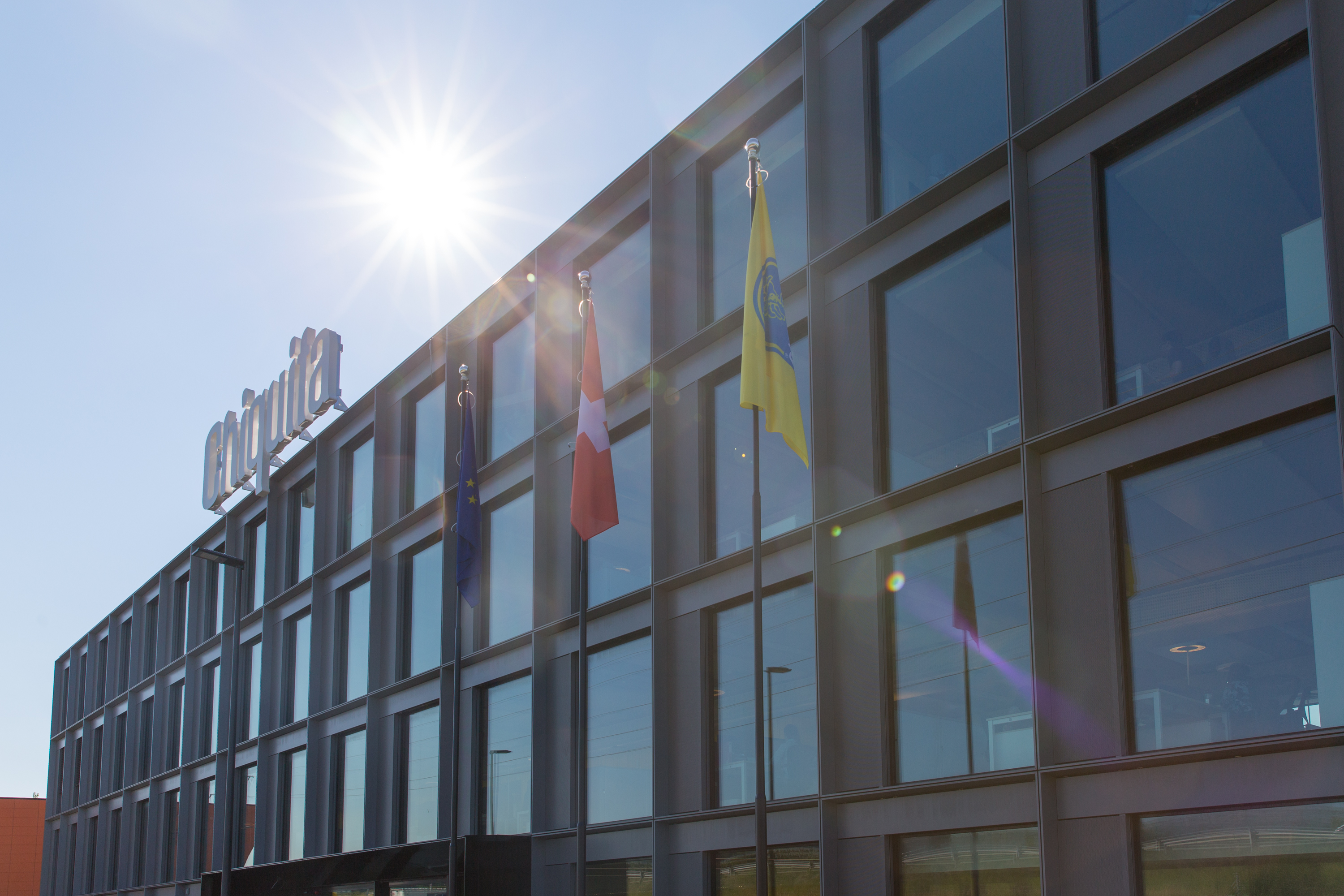
Het Europese hoofdkantoor van Chiquita in Etoy, Zwitserland

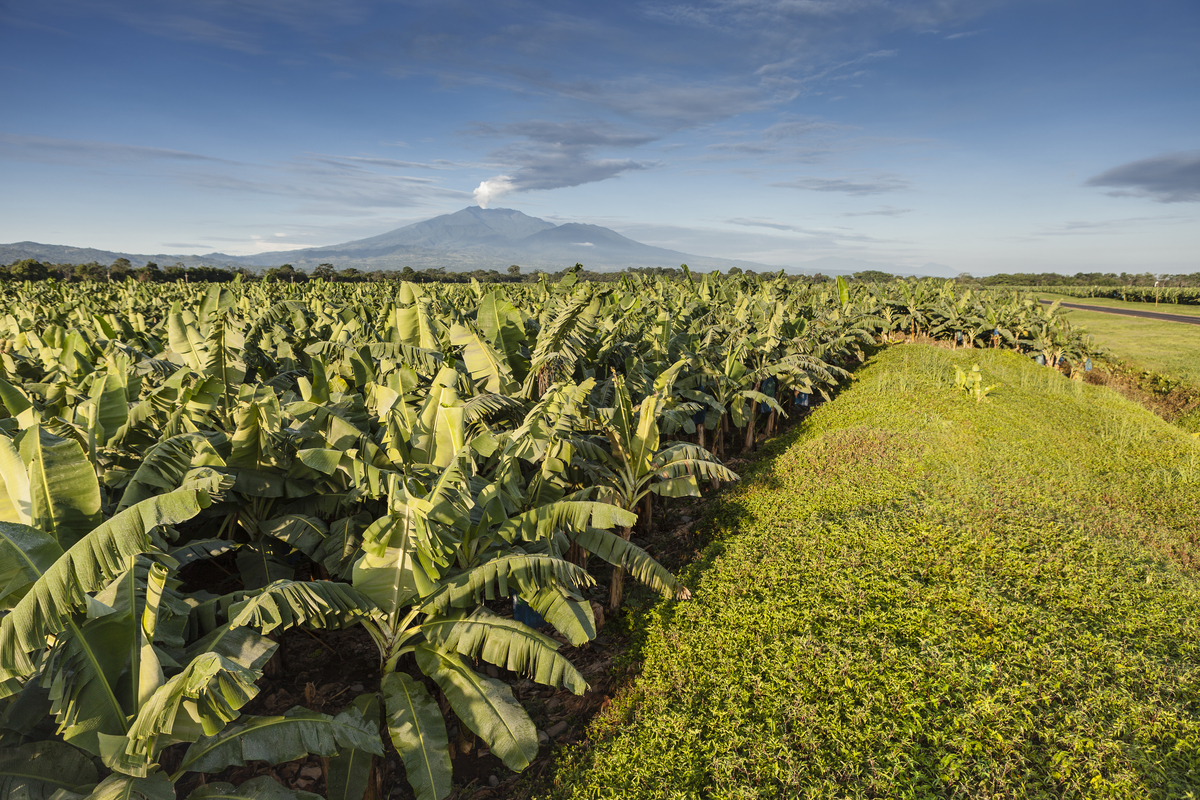
Bananenplantage van Chiquita in Costa Rica. Op de achtergrond de vulkaan Turrialba.

Chiquita Brands International (voorheen United Fruit Company) ontstond in 1899 uit een fusie tussen de American Railway Company en de Boston Fruit Company. Het bedrijf heeft twee hoofdzetels, één in het Zwitserse Etoy en één in het Amerikaanse Fort Lauderdale.

## Geschiedenis
Het verhaal van Chiquita Brands International gaat terug tot 1870, toen kapitein Lorenzo Dow Baker in Jamaica 160 trossen bananen kocht om ze elf dagen later in Jersey City weer te verkopen. In 1873 ondernam de Centraal-Amerikaanse spoorwegontwikkelaar Minor C. Keith een eerste poging om in Costa Rica bananen te kweken. Om de spoorwegmaatschappij een bron van inkomsten te verschaffen, plantte hij bananen langs de spoorlijn.
Ten gevolge van de fusie tussen de Boston Fruit Company, in handen van kapitein Baker en Andrew Preston, en de spoorwegmaatschappij van Minor C. Keith ontstond op 30 maart 1899 de United Fruit Company.
Een jaar later, in 1900, verscheen het eerste jaarverslag van de aandeelhouders en in 1903 kreeg de United Fruit Company een notering op de New York Stock Exchange. Tegen 1930 was de bekende Great White Fleet, wit geschilderde schepen om de lading koel te houden, uitgegroeid tot 95 schepen.
In 1928 vond de "Banana Massacre" (ook het bananenbloedbad genoemd) plaats in Colombia, waarbij het leger op stakende arbeiders van de United Fruit Company schoot. De arbeiders protesteerden voor betere arbeidsomstandigheden, maar de Amerikaanse bananenreus vreesde economische verliezen en lobbyde bij de Colombiaanse overheid. Dit leidde tot een bloedbad, waarbij officieel 47 (maar onofficieel duizenden) arbeiders omkwamen. De gebeurtenis vestigde de reputatie van de United Fruit Company als symbool van uitbuiting en imperialisme in Latijns-Amerika, met blijvende negatieve gevolgen voor het imago van het bedrijf, dat later als Chiquita werd herkend.
In 1954 speelde de United Fruit Company, het huidige Chiquita, een cruciale rol in de coup in Guatemala. Ondersteund door de Amerikaanse CIA, werd de democratisch gekozen president Jacobo Árbenz afgezet, omdat zijn hervormingen de belangen van het bedrijf bedreigden. Door de operatie (PBSucces) kon United Fruit zijn invloed behouden, maar de betrokkenheid leidde op lange termijn tot negatieve publiciteit. Het bedrijf werd symbool voor uitbuiting en imperialisme in Latijns-Amerika, wat later tot protesten en een beschadigd imago zou leiden.
In 1973 nam het bedrijf voor het transport van bananen tussen Latijns-Amerika en Texas de eerste koelcontainer in gebruik.
Voor de internationale naambekendheid werd de naam van het bedrijf in 1990 officieel in Chiquita Brands International veranderd.

## Kritiek

### Politieke beïnvloeding
De United Fruit Company (UFC) stond ook wel bekend als El Pulpo (de octopus), vanwege de politieke invloed die het bedrijf in Centraal-Amerika had. Zo had het bedrijf een grote invloed in Guatemala (het oorspronkelijke voorbeeld van een bananenrepubliek): in 1901 verkreeg UFC het exclusieve recht voor het vervoer van post tussen Guatemala en de Verenigde Staten. Gaandeweg kocht het bedrijf steeds meer concurrenten op en verkreeg het een onaantastbare positie in de economie en de politiek van het land. Met het argument dat vanwege de tropische stormen het nodig was om grote stukken land ongebruikt achter de hand te houden, was er een schrijnende situatie dat duizenden landarbeiders geen eigen stuk grond en dus inkomsten konden hebben. Dit leidde in 1954 onder de toenmalige socialistische president Jacobo Árbenz Guzmán, die grote stukken land van UFC nationaliseerde, tot een lobby bij president Dwight D. Eisenhower tot het plegen van een militaire coup, operatie PBSUCCESS. Met de hulp van de Central Intelligence Agency (CIA) kwam er een invasie vanuit Honduras door 150 man onder leiding van Carlos Castillo Armas. Dit leidde tot het installeren van een rechtse regering die bereid was de belangen van UFC te behartigen.

### Steun aan terrorisme
In de jaren 90 en het begin van de jaren 2000 werden Chiquita en andere internationale bedrijven met een wankele politieke situatie in Colombia geconfronteerd. In die periode zorgden paramilitaire groepen er regelmatig voor dat bedrijven het slachtoffer werden van afpersing en dat inwoners van Colombia door ontvoeringen en moorden geterroriseerd werden. Daar het in de loop van de jaren 90 en in het begin van de jaren 2000 op het platteland steeds maar onveiliger werd, besloot de maatschappij betalingen te doen aan de groepen om de werknemers te beschermen.
In 2001 keurde het Amerikaanse ministerie van Justitie een wet goed die betalingen van Amerikaanse bedrijven aan buitenlandse terroristische organisaties verbood. Onder deze nieuwe omstandigheden maakten de door Chiquita uitgevoerde betalingen inbreuk op een Amerikaanse wet en kwam het bedrijf voor een grootschalig moreel en juridisch dilemma te staan. Als het, om de wet na te leven, de betalingen zou stopzetten zou het leven van de werknemers in gevaar gebracht worden. Als het de veiligheid van de werknemers en hun families voorop zou stellen, zou de wet overtreden worden. Chiquita besloot dan maar om met het Amerikaanse ministerie van Justitie mee te werken en deed op vrijwillige basis aangiftes.
In 2004 verscheen er een krantenartikel dat Chiquita terroristen betaalde om de werknemers van het bedrijf in Colombia te beschermen. Dit leidde tot een nader onderzoek van de autoriteiten. Chiquita Brands International is in maart 2007 in de Verenigde Staten veroordeeld tot het betalen van een boete van 25 miljoen dollar voor het financieel steunen van een terroristische organisatie in Colombia.

### Gebruik van pesticiden
Op de bananenplantages in Ecuador werden verboden pesticiden gebruikt, waarvan sommige leverden aan Chiquita. Het betreft onder meer het gevaarlijke paraquat, een product van het Zwitserse agrochemiebedrijf Syngenta, dat in de Europese Unie (EU) en Zwitserland verboden is. Het gebruik ervan leidde tot ziektes en sterfte onder de plaatselijke bevolking van Ecuador. In 2017 brachten het Deense media- en onderzoekscentrum DanWatch en het Noorse Dagbladet dit naar buiten. Chiquita wilde niet ingaan op de aantijgingen maar startte naar verluidt een intern onderzoek.

### Schending van arbeidsrechten
Op bananenplantages in Ecuador wordt niet voldaan aan milieu- en arbeidsnormen die zouden moeten gelden volgens de vrijhandelsovereenkomst die de EU heeft met Colombia, Ecuador en Peru. Het betreft onder meer 12-urige werkdagen, hongerlonen en werken zonder contract. De Ecuadoraanse bananenunie Astac heeft hierover een klacht ingediend bij de EU. Vanwege de politieke macht van de regering en grote bananenbedrijven waaronder Chiquita blijven schendingen van rechten onbestraft. In 2019 bracht het Zwitserse magazine Beobachter dit naar buiten.

## Fusies en overname

### AMK Corporation
In juni 1970 fuseerde United Fruit Company met AMK Corporation en werd hernoemd naar United Brands Company, dat in augustus 1984 hernoemd werd naar Chiquita Brands International. In Nederland verkoopt het bedrijf onder andere de Chiquita-bananen. De grootste concurrent is altijd Standard Fruit Company geweest, tegenwoordig Dole Food Company.

### Fyffes
In maart 2014 kondigt het bedrijf een fusie aan met het Ierse bedrijf Fyffes. De fusie zou geheel in aandelen worden afgehandeld, waarna de aandeelhouders van Chiquita 50,7% van het nieuwe bedrijf zouden bezitten. Het gecombineerde concern zou verder gaan als ChiquitaFyffes. Het had een jaarlijkse omzet van US$ 4,6 miljard en telde circa 32.000 medewerkers in meer dan 70 landen. Chiquita en Fyffes verkopen samen ongeveer 180 miljoen dozen, van circa 18 kilogram, bananen per jaar gevolgd door 117 miljoen voor concurrent Fresh Del Monte Produce en 110 miljoen voor Dole Food Company. Eind oktober 2014 verwierpen de aandeelhouders het fusieplan.

### Overname door Braziliaans consortium
In augustus 2014 boden de Braziliaanse familiebedrijven Cutrale en Safra US$ 13 per aandeel in contanten voor Chiquita, maar het bestuur wees het bod af. In dezelfde maand gaf de Europese Commissie haar goedkeuring aan de voorgenomen fusie tussen Chiquita en Fyffes. Nadien verhoogden de Braziliaanse bedrijven hun bod op Chiquita naar US$ 14 per aandeel, maar Chiquita wees hun bod opnieuw af. Op 24 oktober 2014 verhoogden de Braziliaanse bedrijven opnieuw hun bod tot US$ 14,50 per aandeel en een dag later gingen de Chiquita-aandeelhouders akkoord met de overname door Cutrale en Safra. Het overnamebod is US$ 681 miljoen in totaal. Als de schulden worden meegerekend dan is de totale transactiewaarde US$ 1,3 miljard.
Na de overname door de twee Braziliaanse multibiljonairs - onder wie Joseph Safra, mede-eigenaar van de particuliere bank in Bazel J. Safra Sarasin - is het bedrijf in hetzelfde jaar van de beurs gehaald.

## Omgevingsbewustzijn
In 1992 stemde Chiquita er als eerste groot bananenbedrijf mee in om met de Rainforest Alliance samen te werken. In 1994 werden de eerste twee Chiquita-boerderijen gecertificeerd. In 2000 werd bij Chiquita een nieuwe gedragscode ingevoerd, die de internationale SA8000 arbeidsnormen voor maatschappelijke verantwoording omvatte. Eveneens in 2000 kreeg Chiquita de Rainforest Alliance-certificering voor het in 100% van haar boerderijen toepassen van milieuvriendelijke werkwijzen. In 2001 kreeg de toeleverantie van Chiquita aan Wal-Mart Stores de titel van “Environmental Supplier of the Year” van de winkelketen.

## Marketing
In 1987 werd een stripalbum getiteld Chiquita uitgegeven waarin staat hoe alles in zijn werk gaat voordat de Chiquita-bananen uiteindelijk bij de consument terechtkomen. Tekeningen zijn van Jeff Broeckx en het scenario van Marck Meul. De hoofdfiguren Hank en Elsie zijn duidelijk geïnspireerd op Andy en Aneka uit de reeks Bessy Natuurkommando. Bessy komt niet voor in het verhaal, wel een grappig Chiquita-banaantje dat het voortdurend aan de stok heeft met Hank.
Voor kinderen bestaan er Chiquita Kids Bananen. Hier kan men ook vaak dingetjes bij sparen. De mascotte is een aapje. Dat aapje wordt ingesproken door Dieter Jansen.